# Antoni Fałat

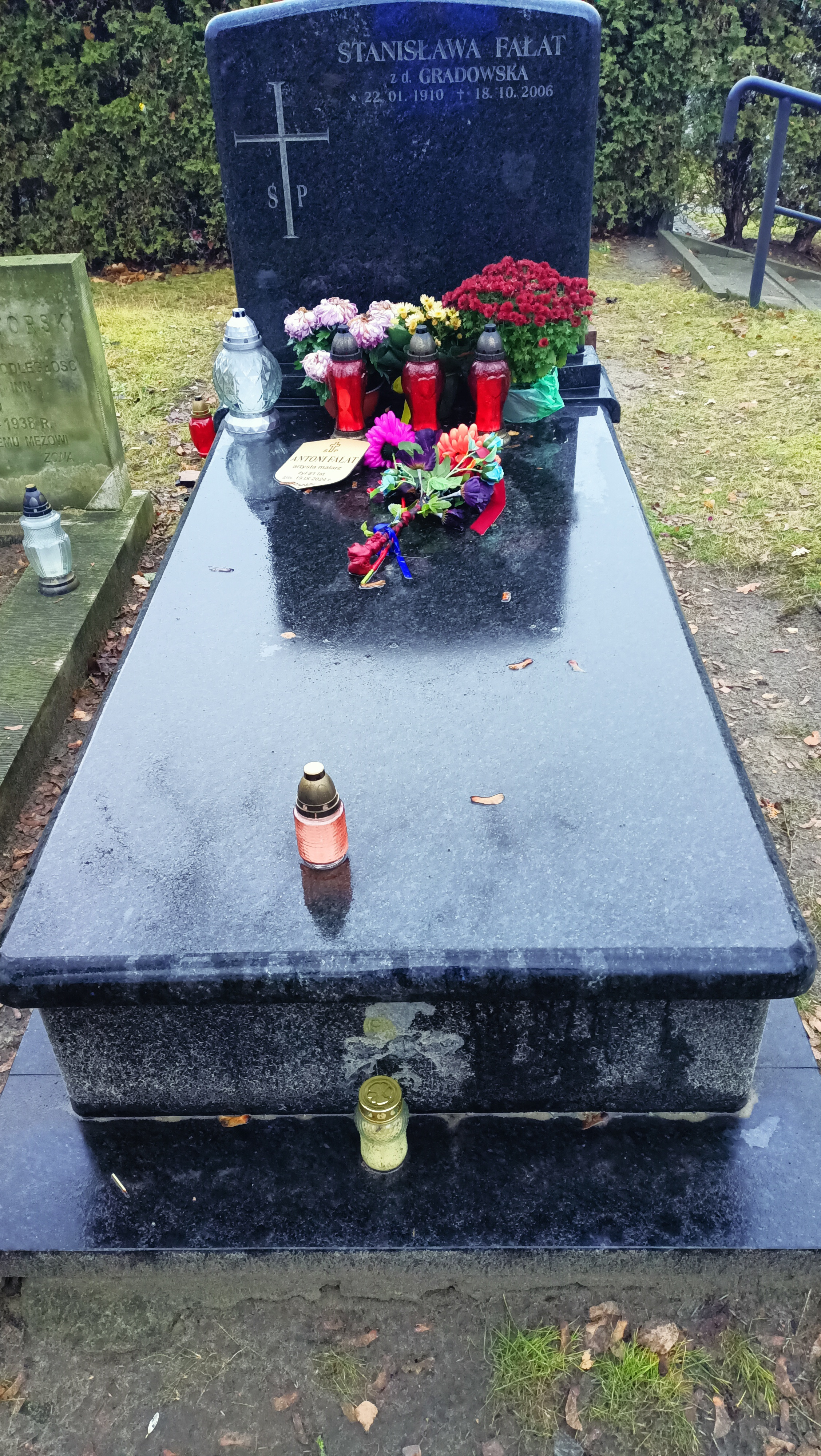
Grób Antonigo Fałata na Cmentarzu Wojskowym na Powązkach

Antoni Fałat (ur. 20 grudnia 1942 w Warszawie, zm. 19 września 2024) – polski malarz, grafik i rysownik, twórca i rektor Europejskiej Akademii Sztuk w Warszawie.

## Życiorys
Studiował na Wydziale Malarstwa Akademii Sztuk Pięknych w Warszawie, uzyskując dyplom z wyróżnieniem u prof. Aleksandra Kobzdeja (1969).
Na przełomie lat 60/70 był założycielem grupy artystycznej „AUT” (1969), której program wyrażony był w haśle wystawy w 1970 roku w warszawskiej Galerii MDM: „polska figuracja, polski styl, polska egzotyka”. Antoni Fałat uczestniczył również w działaniach ruchu „O poprawę”, który na początku lat 70. skupił grupę absolwentów warszawskiej ASP głoszących hasła odświeżenia języka malarskiego. Większość członków grupy weszła do nurtu Nowej figuracji w sztuce polskiej.
W latach 70. Fałat brał udział w wielu wystawach młodego pokolenia twórców, m.in. w Festiwalach Malarstwa Polskiego w Szczecinie (1970, 1974, 1978, 1980), w Festiwalach Sztuk Pięknych w warszawskiej Zachęcie (1970, 1972, 1974). Wystawiał swoje prace również na wystawach „Realizm i tendencje pochodne” (Warszawa, 1975), „Inspiracje fotograficzne” (Szczecin, 1978), „Sztuka faktu” (Bydgoszcz, 1978). W latach 80. wystawiał i uczestniczył w spotkaniach w ramach ruchu kultury niezależnej.
W 1992 roku otworzył Europejską Akademię Sztuk w Warszawie. W latach 1992–1996 był członkiem Rady Kultury przy Prezydencie RP Lechu Wałęsie.
Swoje prace wystawia w kraju i za granicą. W dorobku artystycznym ma 34 wystawy indywidualne oraz 90 wystaw zbiorowych. W 2012 r. wystawiono 30 prac Fałata w nowo otwartym Łódzkim Centrum Konferencyjno-Wystawowym „Lutnia”. Jego obrazy znajdują się w zbiorach Muzeum Narodowego w Warszawie, Krakowie, Gdańsku, Galerii Zachęta, Muzeum w Gandawie, Muzeum Puszkina oraz Instytucie Sztuki w Moskwie. 
Pochowany na cmentarzu wojskowym na Powązkach w Warszawie.

## Odznaczenia i nagrody
W 1997 roku otrzymał Medal Komisji Edukacji Narodowej za szczególne zasługi dla oświaty i wychowania. W 2022 odznaczony Złotym Medalem „Zasłużony Kulturze Gloria Artis”. Jest także laureatem Złotego Medalu na III Festiwalu Sztuk Pięknych Zachęta oraz Złotego Medalu Bielskiej Jesieni. W 2024 otrzymał Odznakę Honorową Zasłużonego dla Warszawy.

## Twórczość
Malarstwo Fałata, idące nurtem Nowej figuracji, bierze za temat człowieka w różnych sytuacjach, w życiu prywatnym i oficjalnym. Częstym elementem obrazów są wkomponowane weń zdjęcia sylwetek ze starych fotografii, które nadają obrazom charakter tajemniczy i przenoszą w przeszłość. Artysta stosuje ciemną paletę barw z kolorowymi akcentami.
Innym zabiegiem jest podkreślenie dynamiki i ostrości sylwetki poprzez graficzne czy kolorystyczne wzmocnienie, przeniknięcie obrazu ostrą jasnością, ognistymi, pomarańczowymi, parzącymi tonami. Również obrazy o chłodnej kolorystyce mają w sobie dojmujące zimno, odzierające postaci z ciepła i romantyczności.